# Speyer
Speyer város (középkori latin neve: Spira) Németországban, Rajna-vidék-Pfalz szövetségi tartományban.

## Fekvése
A Rajna bal partján, a Rajna és a Speyerbach összefolyásánál található.

## Története

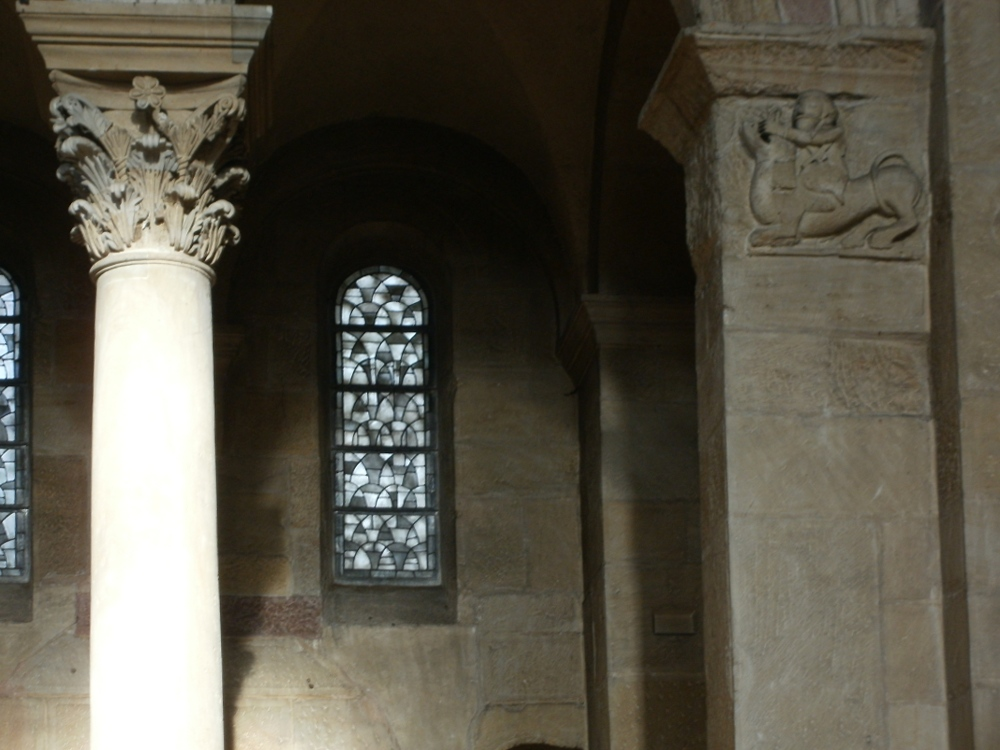
A dóm belső részlete

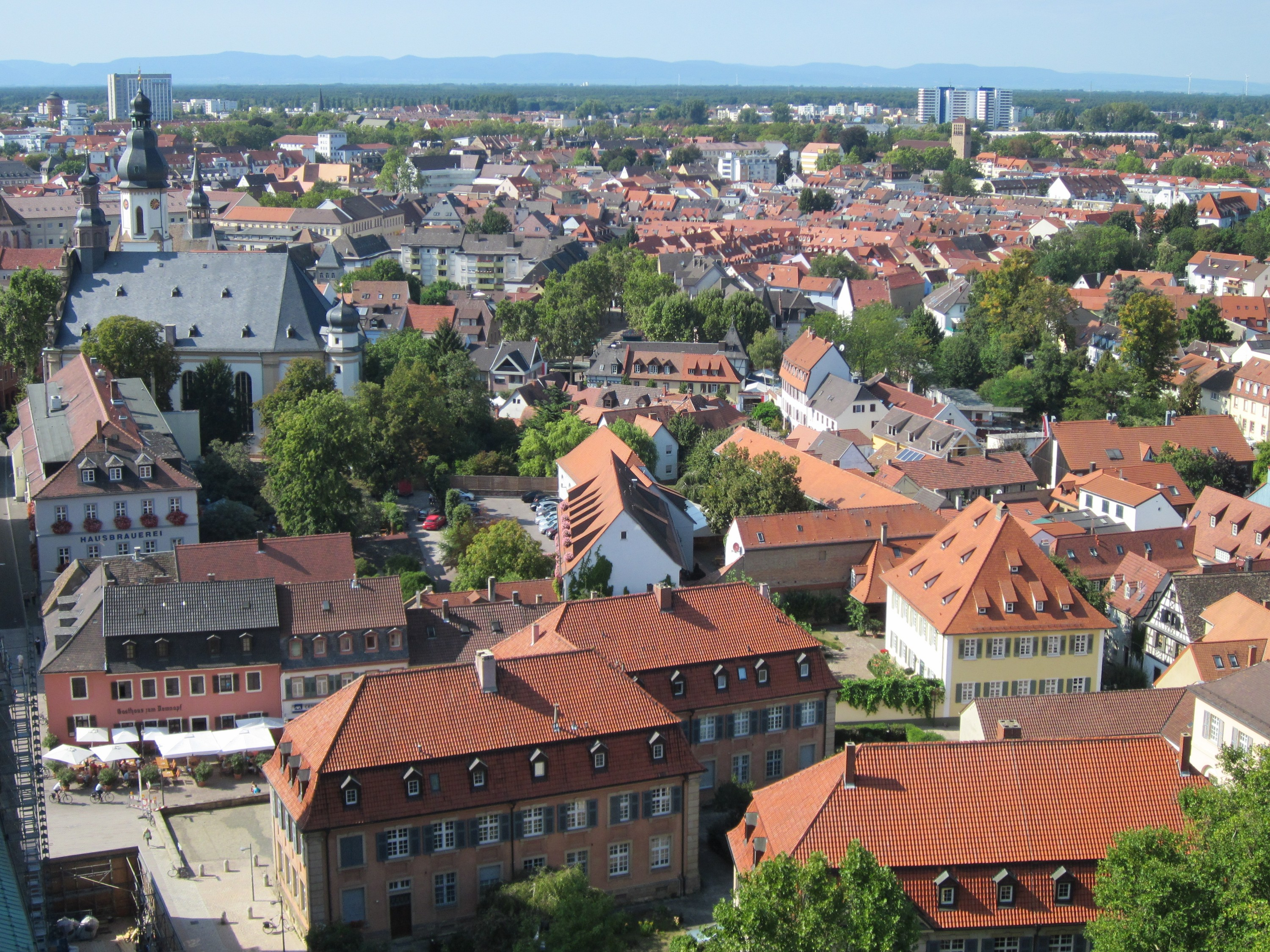
A város látképe

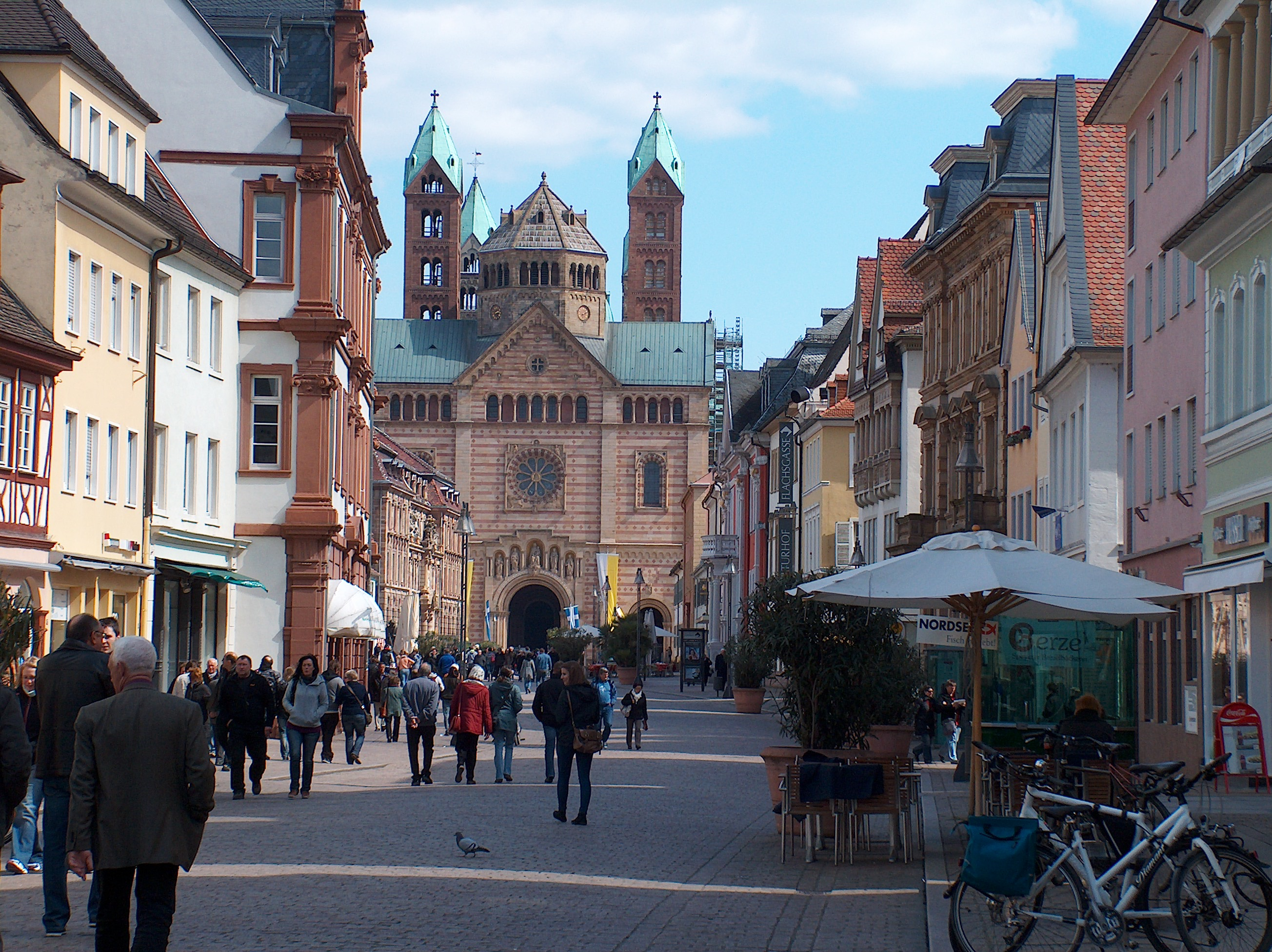
A város egy részlete a háttérben a dómmal

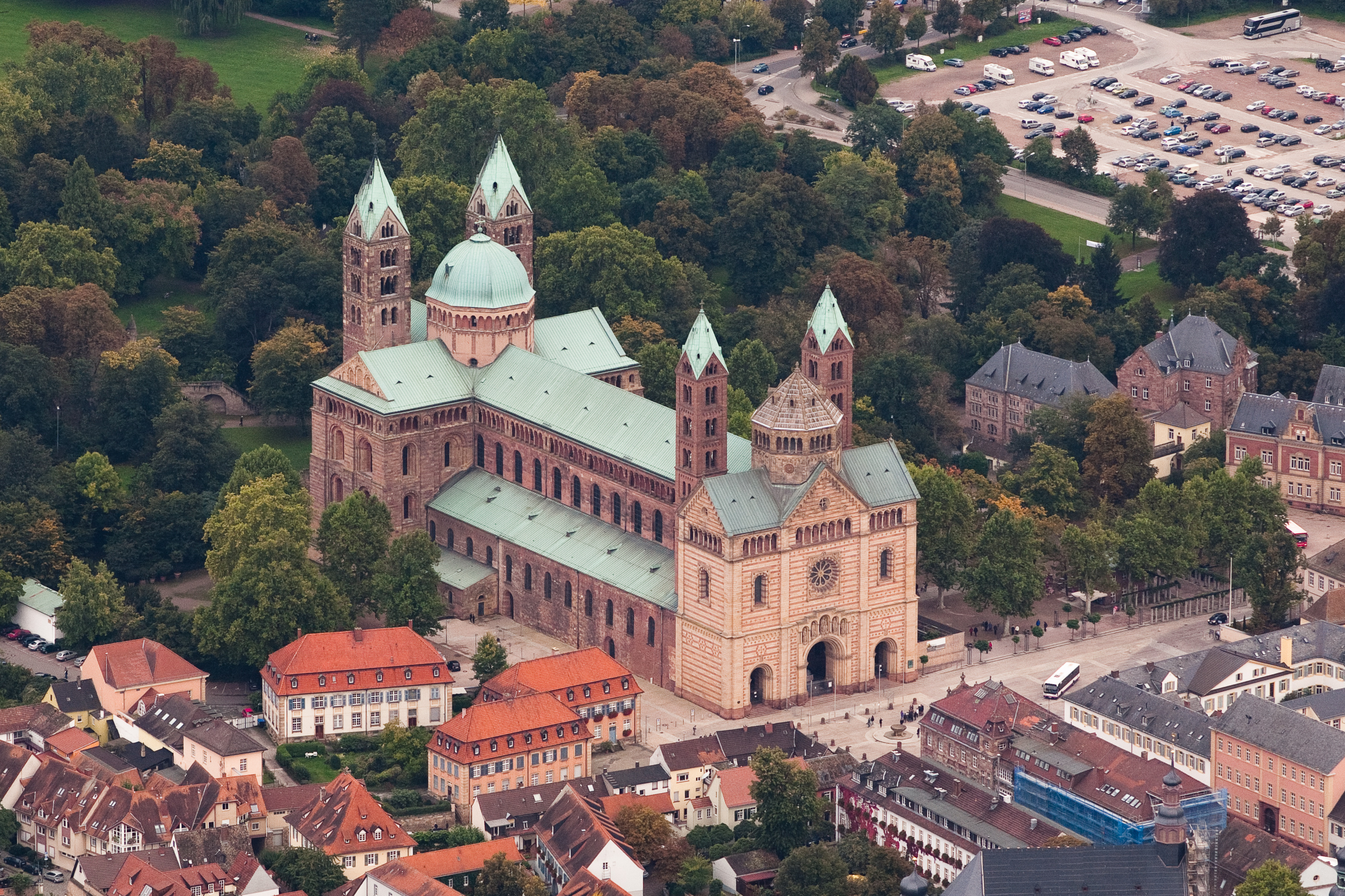
A dóm látképe a várossal légifelvételen

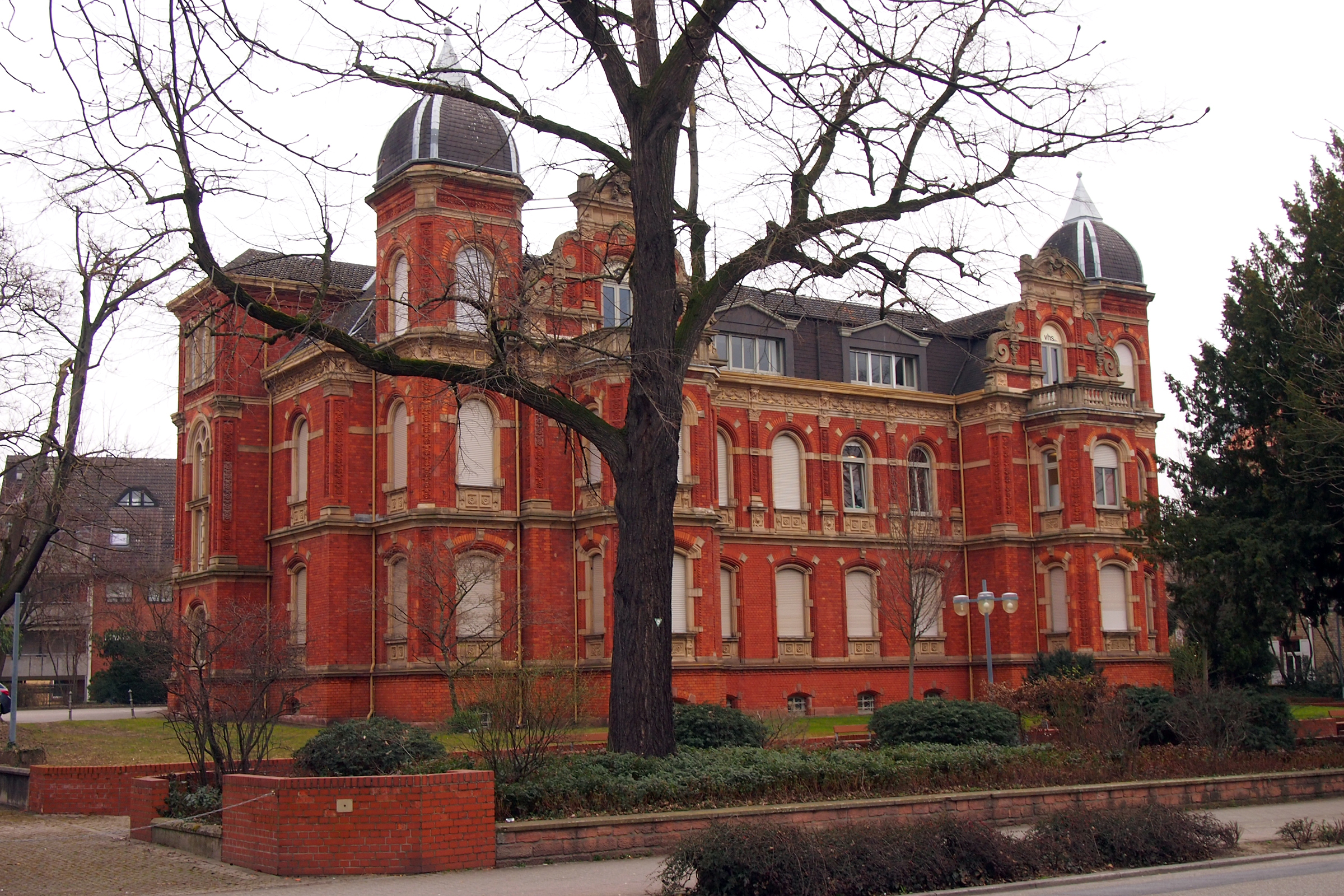

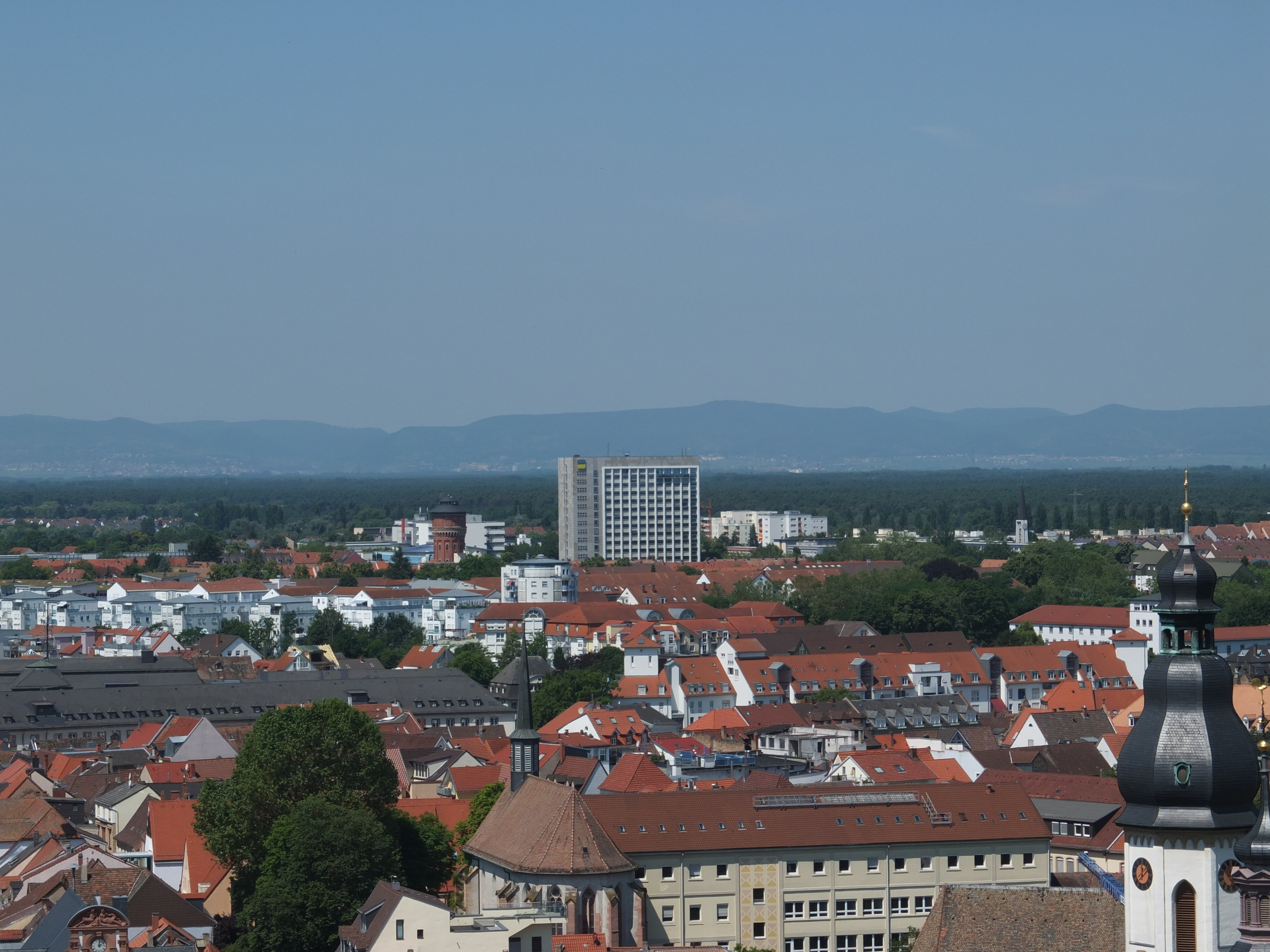

Speyer nevét az 5. században említették először Spira formában. A település a rómaiak idején a Civitas Nemetum nevet viselte. A 4. századtól kezdve a kereszténység egyik központja, 348-ban pedig már püspökségi székhely volt, ami később a pogány barbárok betörései következtében megszűnt és csak 610-ben éledt új életre.
A 14. század elejétől a 18. század végéig szabad birodalmi város története évszázadokon át összefüggött a Német Császárság történetével. A városban több mint ötven birodalmi gyűlést tartottak. A híres 1529 évi gyűlésen az evangélikus hercegek és rendek tiltakozást nyújtottak be, vagyis protestáltak a többség reformációellenes határozatai ellen, innen származik a protestáns elnevezés. Az első német császárok gyakran laktak a városban. 1527-től 1689-ig, némi megszakításokkal, a német birodalmi kamara-törvényszéknek volt székhelye. 1689-ben Monclar francia generális feldúlta. 10 év múlva a város romjaiból felépült ugyan, de korábbi jólétét vissza nem szerezhette. A spanyol, osztrák örökösödési, a hétéves és a francia forradalmi háborúkban is gyakran tettek a franciák benne kárt. 1801 és 1814 között Donnersberg francia départementhoz tartozott. Napóleon bukása után Speyer Bajorországhoz került az 1945-ös új tartományi felosztásig. A történelmi városközpont sértetlenül vészelte át a második világháborút; az a néhány bomba, amely a településre hullott, csupán a vasúti közlekedésben okozott kárt.

## Látnivalók
- A speyeri dóm 1981 óta az UNESCO világörökség része. A dóm építését II. Konrád császár 1030-ban kezdette meg és IV. Henrik uralma alatt, 1061-ben fejezték be. A dómot a német császárok temetkező helyéül szánták; itt nyugosznak II. Konrád, III., IV. és V. Henrik, Sváb Fülöp, Habsburgi Rudolf, Nassaui Adolf, Osztrák Albert és több császárné. A dóm 1450. leégett, 1689-ben és később,  1794-ben a franciák égették fel; ezután magtárul szolgált. Csak 1822. Miksa József bajor király közreműködése folytán adatott ismét vissza eredeti rendeltetésének és restauráltatott egészen. A templom bazilika-épület 1 keleti kereszthajóval, nyugati előcsarnokkal, két kupolával és 4 toronnyal, amelyek közül a nyugatiak 73 méter magasak. A templom 134, a kereszthajó 73 méter hosszú; a középhajó 15 méter széles és 33 méter hosszú; egész területe 4470 m². Az előcsarnokba (császárcsarnok) három hatalmas portále vezet; benne láthatók az itt eltemetett császárok homokkőszobrai; a királykórus 12 lépcsővel magasabb, mint a középhajó és ennél egy pár lépcsővel magasabb a püspöki kórus, amelyben Habsburgi Rudolf emléke látható Schwanthalertől és Nassaui Adolfé Ohnmachttól. A dóm legkiválóbb díszei a Schrandolph-féle freskók (1845-53), amelyek I. Lajos bajor király és II. Miksa művészetszeretetének köszönhetik keletkezésüket.
- 2021 óta a zsidóudvar(wd) a Speyer, Worms és Mainz zsidó öröksége(wd) világörökségi helyszín része.[2]

- Kunstverein Speyer
- Künstlerbund Speyer
- Speyeri városi galéria
- Pfalz történelmi múzeuma

## Gazdaság
- Repülőgépgyártás
- Villamosipar
- Gépipar
- Vegyipar
- Szigetelőanyagok gyártása
- Nyomdászat
- Turizmus

## Híres emberek

### Díszpolgárok
- 1832 – Joseph von Stichaner, miniszterelnök
- 1837 – Carl Albert Leopold Freiherr von Stengel, Pfalz miniszterelnöke
- 1841 – Carl Theodor Fürst von Wrede, Pfalz miniszterelnöke
- 1842 – Georg von Jäger, pedagógus
- 1853 – Johann von Schraudolph, művész
- 1853 – Joseph Schwarzmann, művész
- 1864 – Anton Nickel, jogász
- 1871 – Jakob Freiherr von Hartmann, tábornok
- 1871 – Sigmund Heinrich Freiherr von Pfeufer, Pfalz miniszterelnöke
- 1895 – Otto von Bismarck, birodalmi kancellár
- 1895 – Heinrich Hilgard, mecénás
- 1909 – Adolf Ritter von Neuffer, Pfalz miniszterelnöke
- 1909 – Dr. Ludwig Freiherr von Welser, Pfalz miniszterelnöke
- 1909 – Dr.-Ing. Gabriel von Seidl, építész
- 1923 – Dr. William Scharsmith, amerikai orvos
- 1933 – Adolf Hitler (törölve 1946-ban)
- 1933 – Paul von Hindenburg, vezértábornagy, birodalmi elnök
- 1933 – Georg Ludwig Siebert  (törölve 1946-ban)
- 1947 – Prof. Dr. med. Friedrich Voelcker, orvos
- 1950 – Hans Marsilius Purrmann, művész
- 2002 – Dr. Bernhard Vogel, Rajna-Pfalz és Türingia miniszterelnöke
- 2003 – Luise Herklotz, politikus (SPD)

### A városban születtek
- 1808, szeptember 14., Georg Friedrich Kolb, † München, 1884. május 15., német publicista és politikus, a frankfurti parlament tagja
- 1809 – Georg Friedrich Blaul, lelkész és költő
- 1829 – Anselm Feuerbach, festő
- 1879 – Karl Becker, tábornok
- 1880 – Hans Purrmann, festő
- 1895 – Heinrich Hilgard, mecénás
- 1918, augusztus 20., Luise Herklotz, német politikus, SPD
- 1953 – Eberhard Bosslet, képzőművész
- 1954 – Dieter Mack, zeneszerző
- 1977 – Ralf Schmitt, profi labdarúgó
- 1984 – Matthias Langkamp, labdarúgó a VfL Wolfsburg csapatban

### Polgármesterek
| - Ebelin vor dem Münster (1294 körül) - Bernhard zur Krone (1294 körül) - Contze Fritze (1390 és 1409 között) - Hans der Elder Fritze (1390 és 1409 között) - Hensel Muttersteder (1390 és 1409 között) - Friederich Fritze (15. század) - Peter Fritze (15. század) - Claus von Rinckenberg (15. század) - Engel von Rinckenberg (15. század) - Conrad Roseler (15. század) - Martin Stossel (15. század) - Eberhart Meinsheim (15. század) - Friedrich Meurer (1531–1563) - Christman Petsch (1575–1593) - Haman Petsch (1563–1573) - Jakob Meurer - Jakob Friedel Meurer - Johann Paul Fuchs (1689 körül) - Georg Ernst Rützhaub (1689 és 1700 között) - Israel Kümmich (1689 és 1700 között) - Johann Peter Schreyer (1700 után) - Johann Conrad Schwanckhardt (1700 után) - "Maire" Karl Ludwig Petersen (1792) - "Maire" Johann Adam Weiß (1796–?) - "Maire" Johann David Staub (1796–?) - "Maire" Franz Freytag (1800–1801) - "Maire" Johann Adam Weiß (1801 és 1804 között) - "Maire" David Staub (1801 és 1804 között) - "Maire" Ludwig Wilhelm Sonntag (1804–1809) | - "Maire" Georg Friedrich Hetzel (1809–1813) - Franz Reichardt (1814–1819) - Georg Friedrich Hetzel (1819–1829) - Friedrich August Heydenreich (1830–1832) - Georg Friedrich Hetzel (1833–1838) - Georg Friedrich Hilgard (1838–1843) - Georg Friedrich Kolb (1848–1849) - Georg Friedrich Haid (1859–1868) - Johann Conradt Eberhardt (1868–1874) - Georg Friedrich Haid (1875–1884) - Georg Peter Süß (1885–1894) - Dr. med. Friedrich Weltz (1894–1897) - Philipp Serr (1897–1904) - Philipp Lichtenberger (1904–1911) - Dr. Ernst Hertrich (1911–1914) (az első hivatásos polgármester) - Dr. Otto Moericke (1917–1919) - Karl Leiling (1919–1943; 1923-tól főpolgármester) - Rudolf Trampler, vezető náci propagandista (1943–1945) - Karl Leiling (főpolgármester; 1945–1946) - Hans Hettinger (főpolgármester; 1946) - Paul Schaefer (főpolgármester; 1946–1949) - Hermann Langlotz (alpolgármester; 1946–1949) - Dr. Paulus Skopp (főpolgármester; 1949–1969) - Bertram Hartard (alpolgármester; 1948–1952) - Stefan Scherpf (alpolgármester; 1956–1984) - Dr. Christian Roßkopf (főpolgármester; 1969–1995) - Werner Schineller (főpolgármester; 1995-től) - Hanspeter Brohm (alpolgármester; 1995-től) |

## Partnervárosok
- Kurszk, Oroszország,
- Spalding, Nagy-Britannia,
- Chartres, Franciaország,
- Ravenna, Olaszország,
- Gniezno, Lengyelország,
- Yavne, Izrael